# ترافيس تي فلوري
ترافيس تي فلوري (بالإنجليزية: Travis T. Flory) مواليد 24 مايو 1992 في فونتانا، الولايات المتحدة، هو ممثل أمريكي بدأ مسيرته الفنية سنة 2001.

## الأعمال

### أفلام
- إخوة غير أشقاء

### مسلسلات
- عرض بيرني ماك
- بيكر
- عصبة الأخوة
- نيب/تك

## روابط خارجية
- ترافيس تي فلوري على موقع IMDb (الإنجليزية)
- ترافيس تي فلوري على موقع ألو سيني (الفرنسية)
- ترافيس تي فلوري على موقع قاعدة بيانات الفيلم (الإنجليزية)
- ترافيس تي فلوري على موقع كينوبويسك (الروسية)